# سكرات نجمة
سكرات نجمة رواية تشويق بوليسية للمؤلفة الجزائرية أمل بوشارب صدرت عام 2015 عن منشورات الشهاب. اعتبرت من أكثر الروايات المثيرة للجدل في الأدب الجزائري فور صدورهابالتزامن مع فعاليات الصالون الدولي للكتاب بالجزائر. اعتبرها الموقع السويدي Yourmiddeleast.com المهتم بشؤون الشرق الأوسط رواية تشويق العام بالجزائر. وصُنف ظهورها من بين أهم الأحداث الأدبية في إفريقيا لسنة 2015.

## موضوع الرواية
تدور أحداث سكرات نجمة بين مدينتي تورينو الإيطالية والجزائر العاصمة وهي رواية تقدم صورة عن مجتمع جزائري في طور التحلل من خلال حبكة تعتمد على التحقيق في مقتل البطل إلياس ماضي وهو فنان جزائري مقيم بإيطاليا عاد في رحلة بحث عن الإلهام كلفته حياته. ويدور عماد الأحداث حول نظرية المؤامرة والتي تترك الباب مفتوحا على مدى 429 صفحة لمختلف صنوف التأويل المرتبطة بـ الماسونية، التاريخ، الفن، علم الرموز والصوفية.

### ملخص الناشر
| سكرات نجمة | مباشرة بعد عودة الرسام العالمي إلياس ماضي إلى مسقط رأسه بالجزائر، بإيعاز من شيخ صوفي التقاه في أحد المعابد البوذية، بحثا عن دلالة رمز قديم مطبوع على ختم الجمهوريةالجزائرية من شأنه مساعدته على حلّ أحجية امرأة مجهولة. يتم العثور عليه مقتولا في شقة جده بتليملي في ظروف غامضة... ما علاقة الإشارات الماسونية التي وجدها صديقه أستاذ الفن المقدس بتورينو مع الجريمة التي حصلت في العاصمة الجزائرية و صلاتها بالصوفية، و هل لطرائق الكبالا اليهودية التي لجأ إليها لفك طلاسم هذه الرحلة و معها الأسرار السحريّة للحضارات الشرقية صلة بتفسير الشّفرة الفنية لشعار الجمهورية الجزائرية ومن ورائها خيوط الجريمة، أم أن للقضية أبعاد أكثر سوداوية ؟ أمل بوشارب تحملنا من خلال رواية نقف من خلالها على علاقات انسانية مريبة إلى عالم محفوف بالألغاز الدفينة يتشابك فيها التاريخي بالاجتماعي والفني مع الديني لتتفتّح فيه أعيننا على : سكرات نجمة... | سكرات نجمة |

## أسلوب الرواية

### تقنيات السرد
صنفت سكرات نجمة لدى ظهورها كرواية بوليسية توظف تقنيات كتابة روايات التشويق، حيث تتميز أغلب فصول الرواية بوتيرة سريعة. كما تعتمد الرواية على تقنية الأصوات المتعددة في السرد الروائي، بالإضافة إلى التقنيات السينمائية في تقطيع المشاهد.

#### الكليفهانغر
استخدمت الكاتبة تقنية الـ«كليفهانغر» الشائعة في الأدب الأمريكي المعاصر للتنقل بين الفصول الـ84 للرواية.

#### الفلاشباك
لجأت الكاتبة إلى فتح أقواس، سرّبت من خلالها تداخلات الحكاية الأصلية مع الأسطورة والرموز الماسونية، على شكل استدراكات وفلاش باك غير تقليدي، إذ لا يُستعاد الماضي حصراً، بل يُطعَّم النص بأحاديث متنوّعة ومسترسلة لا يتيح فيها السارد العليم للقارئ فرصةً لتخيُّل ما قد تسكت عنه الرواية.

#### التناص
تتشابك سكرات نجمة نصيا مع عدد من النصوص العالمية، ويظهر التناص الأوضح في العمل من خلال العنوان الذي يتقاطع مع رواية نجمة للروائي الجزائري كاتب ياسين.

### الشخصيات
تميزت الرواية بخلق شخصيات روائية تم العمل بعمق على تركيبتها النفسية والاشتغال بعناية على التفاصيل الدقيقة لكل منها وذلك لتوريط القارئ في لعبة تخمين القاتل المفترض من خلال بسط جميع أوراق الشخصيات على جرعات متقطعة. ويشار أن الرواية تفتتح بتنويه يؤكد أن:
| سكرات نجمة | جميع المعلومات التاريخية والمنحوتات الفنية والأوصاف المعمارية، وكذا عناوين المؤلًّفات الوارد ذكرها في الكتاب وكذا الشخصيات التاريخية الواردة في العمل حقيقية | سكرات نجمة |

إلا أن العمل يعتمد على شخصيات غير حقيقية أهمها:
- إلياس ماضي فنان جزائري مقيم في إيطاليا.
- إيرمانو بيرغونزي أستاذ الفن المقدس بـ أكاديمية ألبيرتينا بتورينو.
- موسيو أمزيان رئيس أكاديمية الفنون الجميلة بالجزائر
- مدام صفري مديرة معهد الأبحاث في التراث العربي بالجزائر.

## التلقي الجماهيري
جلبت الرواية منذ الإعلان عن صدورها على موقع منشورات الشهاب اهتمام القراء لما تعد به من تشويق بالإضافة إلى موضوع الرواية الذي يخوض في الموروث الأيقوني الجزائري وهو موضوع غير مطروق في الأدب الجزائري ، حيث حظي حفل التوقيع المقام في الصالون الدولي للكتاب بالجزائر في دورته العشرين يوم 6 نوفمبر 2015  باهتمام اعلامي وحضور لافت للقراء. هذا وخصصت جريدة El Watan الجزائرية في عدد 28 نوفمبر 2015 صفحة خاصة في ملف Arts et Lettres لمناقشة الرواية على نحو غير مألوف في الصحافة الناطقة بالفرنسية.

## الاستقبال النقدي

### أصداء نقدية
اعتبرت سكرات نجمة رواية تأسيسية في المتن الروائي الجزائري والعربي من حيث اعتماد تقنيات غير مطروقة اعتبرها الناقد والأكاديمي الجزائري محمد الأمين بحري براءة ابتكار فني في هذا الجنس للروائية أمل بوشارب، حيث اعتبر العمل مكون بنيوي جديد في مسار الرواية البوليسية العربية.

### جوائز أدبية
اعتبرت سكرات نجمة من بين أهم الاصدارات الروائية الجزائرية لعام 2015  حيث كادت الرواية تفتك جائزة آسيا جبار للرواية بحسب تصريحات عضو لجنة التحكيم محمد ساري لمجلة الصالون الدولي للكتاب بالجزائر سيلا نيوز ، وقد أكد جميع أعضاء لجنة التحكيم ومن بينهم حميد بوحبيب أن سكرات نجمة كانت الرواية الوحيدة المرشحة للفوز أمام الرواية المتوجة سييرا دي مويرتي لـ عبد الوهاب عيساوي بالرغم من مشاركة أسماء كبيرة في الجائزة. كما وصلت الرواية للقائمة القصيرة لجائزة محمد ديب الأدبية في دورة 2016.